# Água Santa (Rio Grande do Sul)
Água Santa é um município brasileiro do estado do Rio Grande do Sul. É considerada uma cidade pequena, com população estimada em 3.841 habitantes. Local tranquilo e com pouca poluição, possui grande número de árvores e de mata nativa preservada. O PIB do município é de R$ 264 789,13 (IBGE/2015) e a renda per capita de R$ 68 955,50 (IBGE/2015) , sendo considerado o maior PIB per capita da região nordeste do Rio Grande do Sul. Localizado a 2 km da sede do município está a Terra Indígena Carreteiro, que conta com 197 habitantes de origem Kaingang, distribuídos em 60 famílias, tirando seu sustento da agricultura, pesca e também da fabricação de tijolos. A Terra Indígena Carreteiro completou 100 anos em Maio de 2011.

## Histórico
No passado, Água Santa era povoada por uma tribo de índios Kaigangues, pertencentes ao tronco linguístico macro-gê. Por volta de 1911 começou a ser povoada por descendentes de origem italiana, que eram provenientes das regiões de Antônio Prado, Veranópolis, Garibaldi e arredores, formando assim o primeiro núcleo de moradores de Água Santa.
No processo de reconhecimento da região, os imigrantes localizaram uma gruta natural distante 4 km da sede do município. Nesta gruta brota uma fonte cuja água era considerada milagrosa pelos primeiros moradores, que acreditavam terem curado diversas doenças, sendo assim passaram a denominar as novas terras de Água Santa.
No decorrer dos anos os moradores iniciaram o desenvolvimento da região através da extração de madeira, uma vez que a matéria prima encontrada era a vegetação de pinhais, chegando a ter na região várias serrarias nos anos de 1922 a 1925. Com o fim das serrarias os habitantes começaram então a explorar a agropecuária.
Apesar de todas as dificuldades da época, Água Santa continuou o seu desenvolvimento, foi progredindo e poucos anos mais tarde Passo Fundo escolheu-a para distrito. O Marechal Marcos de Oliveira Fortes a quem cabia a decisão e a quem todos obedeciam, ainda que por medo, vendeu o direito das terras de Água Santa para os Teixeiras, da sede Teixeira, hoje Tapejara, assim Água Santa perdeu grande oportunidade de se tornar distrito e experimentar um maior progresso, passando a ser distrito somente em 1933.
Na medida em que Água Santa se desenvolvia, solidificava-se o ideal emancipacionista. Em 1965 houve a primeira tentativa, tendo á frente deste movimento o Sr. Dino Rech e Nicolau Cássio Zimmermann, mas a tentativa não frutificou. Em 1979 a luta emancipacionista volta a tomar forma, resultando dois anos depois na constituição de uma nova comissão presidida pelo Sr. Asselino Damiani, obtendo autorização da Assembleia Legislativa para realizar a consulta plebiscitária a qual só se realizou na legislatura seguinte através da Lei Estadual 8278 de 10 de dezembro de 1986.
Após várias viagens da comissão emancipacionista e após terem enfrentado muitas dificuldades, principalmente com divisas dos municípios vizinhos, enfim, o Estado do Rio Grande do Sul aos vinte de setembro de 1987, manifestou-se a vontade do povo através do plebiscito onde dos 2039 eleitores inscritos, 1634 votaram favorável à emancipação.
Os símbolos municipais são compostos pela Bandeira e o Brasão, sendo que a Bandeira foi criada através da Lei Municipal nº. 045/89 de 18 de setembro de 1989, sendo composta pelas cores: azul, amarelo e vermelho, o azul representa o município, o vermelho o Estado e o amarelo a União, sendo que na parte central está inserido o brasão que é composto basicamente por cinco símbolos: pomba, bandeiras laterais, água, soja e erva-mate, além do listel em azul com o nome do município e data da criação, sendo o mesmo composto pelas cores: azul que representa a água, o verde e o vermelho o Estado, o amarelo as riquezas do município, o verde a agricultura e o cinza pedra basalto.

## História

### Início do povoamento
Todos, filhos de imigrantes Italianos, nascidos no Brasil, oriundos das  velhas Colônias, Caxias, Garibaldi, Bento vinham procurando novas terras  a medida que povoavam formavam novas cidades como: Nova Prata, Nova Bassano, Nova Araçá, Casca, Marau quando chegavam em Marau (32 km de Passo Fundo), início do Planalto se dividiam uns para Noroeste em direção a Campo do Meio e outros a Sudoeste, alto Jacuí.  Os que vieram para Noroeste encontraram um divisor d'água, hoje, marcado mais ou menos pela BR-285, onde situava um próspero povoado chamado Campo do Meio (vila Ametista)  tinha comércio forte, hotel  cartório, transporte etc..Campo do Meio, também tinha muito campo e fazendeiros, por isto, seguiram adiante atravessando o espigão descendo em direção a Nordeste Encontram uma  gruta, que, pela religiosidade a batizaram de Águas Santas.  Neste roteiro, dos imigrantes, a procura de novas terras Água Santa foi a primeira Colônia após a travessia das duas bacias hidrográficas do noroeste do Rio Grande do Sul. (Jacuí e Uruguai).
Do ponto de vista étnico, a população de Água Santa, em 95% é composta de descendentes de origem italiana; este fato é responsável pela presença de costumes, hábitos e tradições italianas, especialmente, a profunda religiosidade do povo, tradicionalmente católico. Os índios que somam-se sessenta famílias, numa área de 602 hectares, denominada de Posto Indígena do Carreteiro.

## Política
| Nº | Prefeito                       | Vice                     | Mandato             | Observações                                                                             |
| -- | ------------------------------ | ------------------------ | ------------------- | --------------------------------------------------------------------------------------- |
| 1  | Voltaire Roman (MDB)           | Volmir Antônio Fontana   | 1989 - 1992         |                                                                                         |
| 2  | Edmilson José Piton (MDB)      | Rogério Antônio Coser    | 1993 - 1996         |                                                                                         |
| 3  | Rogério Antônio Coser (MDB)    | Vilmar Dalmina           | 1997 - 2000         |                                                                                         |
| 4  | Juliano Favretto (MDB)         | José Lorençon            | 2001 - 2004         |                                                                                         |
| 5  | Juliano Favretto (MDB)         | Antônio Alfredo de Souza | 2005 - 2008         |                                                                                         |
| 6  | Antônio Alfredo de Souza (MDB) | Martinho Rodigheri       | 2009 - 2012         |                                                                                         |
| 7  | Martinho Rodigheri (PP)        | -                        | Set/2012 - Dez/2012 | Em razão do falecimento do então prefeito Antônio Alfredo de Souza em setembro de 2012. |
| 8  | Jacir Miorando (MDB)           | Ademir Favaretto         | 2013 - 2016         |                                                                                         |
| 9  | Jacir Miorando (MDB)           | Carlos Alberto Possebom  | 2017 - 2020         |                                                                                         |
| 10 | Eduardo Picolotto (MDB)        | Ademir Favaretto         | 2021 - 2024         |                                                                                         |
| 11 | Juliano Favretto (PDT)         | José Lorençon            | 2025 - 2028         |                                                                                         |

## Geografia
O município de Água Santa localiza-se a 15 km da BR-285 mais ou menos no km 260 da mesma.  A partir deste ponto, a estrada estadual rs-428 pavimentada até a cidade, passa pelo Rio Carreteiro e pelo Rio dos Índios,  um dos afluentes do rio Uruguai. Nestes 15 km há uma descida de, aproximadamente, 60 metros composto de uma belíssima paisagem de matas e de lavouras, principalmente de soja, milho no verão e trigo e cevada no inverno.  A produção de leite, nas pequenas propriedades, também é destaque .Três (3)  km antes da cidade encontra-se a gruta de Nossa Senhora de Lourdes. A fonte  d'água  acredita-se, seja milagrosa. Este local (de Água Santa) é que deu o nome  nome da cidade. Existe a beira deste trajeto muitas árvores sobreviventes da mata atlântica.

### Distritos

#### Engenho Grande
Localizado na região oeste do município, próximo a divisa com Vila Lângaro. Foi o primeiro distrito criado no município, pela lei 248/1992 de 10 de dezembro de 1992. Possui atualmente cerca de 450 habitantes.

#### Santo Antônio dos Pinheirinhos
Localizado na região sul do município, próximo a divisa com Mato Castelhano. Foi o segundo distrito criado no município, pela lei 249/1992 de 10 de dezembro de 1992.

#### São Caetano
Localizado na região sudoeste do município. Foi o terceiro distrito criado, pela lei 816/2004 de 27 de novembro de 2004. Nele se localiza a cascata de São Caetano, importante ponto turístico do município.

## Economia
Água Santa possui uma economia essencialmente agrícola, voltado para a produção de soja, milho, erva-mate, avicultura, suinocultura, trigo e cevada. Isto reflete diretamente nas fontes de renda do município, as quais 81,6% são oriundas de fontes externas (IBGE/2015).
Devido à possuir uma economia voltada para a produção agrícola, Água Santa trabalha muito em cima dos índices de retorno de ICMS, o que vem possibilitando um aumento nas receitas municipais ano a ano. Em 2017, por exemplo, o município recebeu um retorno total de R$ 7.067.043,09 oriundos da divisão do bolo tributário do ICMS.
Já na questão salarial, de acordo com o IBGE, em 2015 o salário médio mensal dos trabalhadores formais água-santenses era de 2,6 salários mínimos. Já o percentual da população com rendimento nominal mensal per capita de até 1/2 salário mínimo era de 28,9 %.

## Telecomunicações

### Telefonia Móvel
A cidade conta com a cobertura 4g das operadoras Tim e Claro.

## Turismo
Água Santa faz parte da chamada Rota das Araucárias, roteiro turístico focado na cultura deixada pelo tropeirismo no final do século XVIII, e nas culturas desenvolvidas com a chegada dos imigrantes italianos, alemães e poloneses provindos da Colônia Velha.
Os pontos turísticos do município são, em maioria, naturais. Diversas cachoeiras se localizam em território água-santense, as quais atraem visitantes interessados em aproveitar as belezas da natureza. Além disso, o município se foca também no turismo religioso, com a tradicional Romaria dos agricultores na gruta Nossa Senhora de Lourdes que reúne anualmente os fiéis durante o mês de fevereiro.
Recentemente o município tem investido em eventos tradicionalistas, como o Torneio intermunicipal de Laço, o qual é realizado em parceria com o Piquete de laçadores Pai João.
Destacam-se dentre os pontos turísticos:

### Cascata de São Caetano
Localizada na comunidade de São Caetano, a cerca de 08 km da cidade. Cachoeira formada por três quedas de água que se juntam e formam um lago que se perde por entre a vasta mata formada nas suas margens.

### Cascata de Gramado do Erval
Localizada na comunidade do Gramado do Erval, interior do município de Água Santa, a cerca de 4 km da cidade. A mais alta das cachoeiras encontradas no território água-santense, cercada por muito verde. Local próprio para o rapel. Ao lado da queda d’água encontra-se uma gruta formada na pedra, dentro da qual se encontram imagens religiosas que já atraíram ao local muitos religiosos. Da parede da gruta escorre água límpida e potável, e considerada santa por muitos católicos. Encontra-se no parque da cachoeira do erval, junto à área de camping e uma piscina de água proveniente do rio que forma a cachoeira.

### Cascata da Reserva Indígena Carreteiro
Localizada na Reserva Indígena Carreteira, interior do município de Água Santa, a cerca de 5 km da cidade, propício para campings, com água potável canalizada.

### Gruta Nossa Senhora de Lourdes

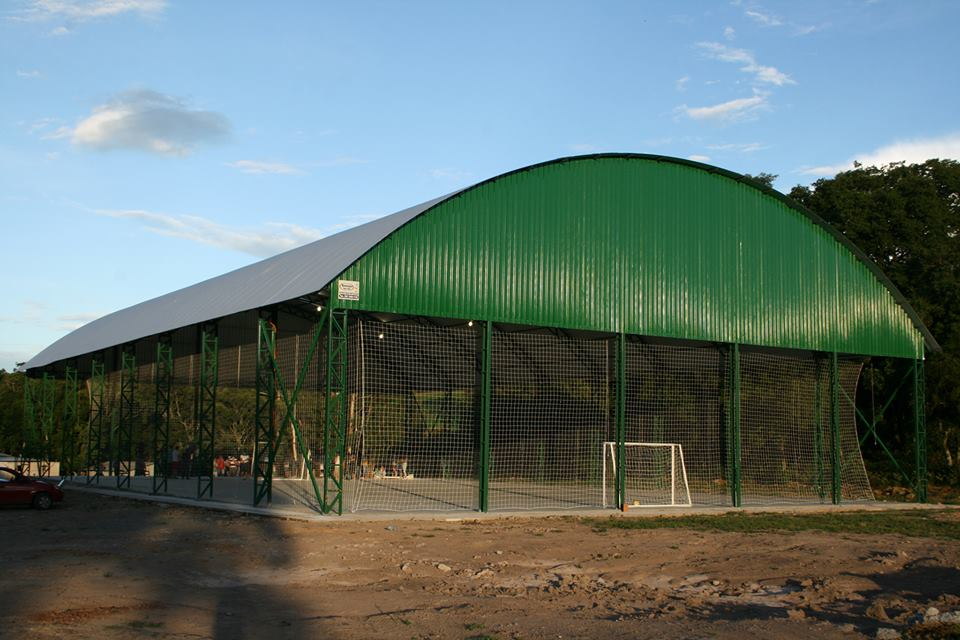
Ginásio poliesportivo da gruta

A religiosidade também é marca fundamental do município, refletida na Gruta Nossa Senhora de Lourdes. Localizada na comunidade da Gruta, interior do município, a cerca de 2 km da cidade. Na Gruta de Nossa Senhora de Lourdes é realizada anualmente a Romaria dos Agricultores, única no Brasil, que atrai fiéis de toda a região. Foi no local onde hoje se encontra a Gruta Nossa Senhora de Lourdes que teve início o município e surgiu o nome “Água Santa”.

## Terra Indígena Carreteiro
Localizada à 2 km da sede do município, a Terra indígena Carreteiro foi demarcada em 1911 (106 anos) pela Comissão de Terras de Passo Fundo. Pertencia na época ao município de Tapejara, passando a fazer parte de Água Santa após sua emancipação em 1987. No início da década de 90 a reserva passou por uma redemarcação, homologada em março de 1991, aumentando sua área de 601 ha para os atuais 602,98 hectares, que abrangem 2,04% do território água-santense. Os indígenas moradores da aldeia, de origem kaingang, reivindicam uma nova expansão da área demarcada, porém não há até agora qualquer resposta oficial ao pedido.
A população da reserva aumentou de 45 indígenas, em 1945 para 197 em 2014, divididos em aproximadamente 60 famílias que tiram o seu sustento da agricultura, pesca e também da fabricação de tijolos e produção de chás em um horto medicinal.
A reserva conta com uma unidade básica de saúde com farmácia própria, que proporciona atendimento de médicos, enfermeiros, agentes de saúde, além de disponibilizar carro para transporte de pacientes. Na área da educação há a Escola Estadual Indígena Almeirão Domingues Nunes que atende mais de 30 alunos, todos moradores da reserva. Na área de habitação, 100% das residências contam com abastecimento de energia elétrica e água potável. A reserva conta com uma lavoura coletiva, um horto medicinal e também com uma cerâmica especializada na produção de tijolos, melhorando a qualidade de vida da população indígena.